# Manassas (Album)
Manassas ist das dritte Studioalbum des US-amerikanischen Rockmusikers Stephen Stills und das erste Album mit seiner neuformierten Band Manassas. Das Doppelalbum von 1972 gilt vielen Fans und Kritikern als Höhepunkt im Schaffen von Stephen Stills.

## Zum Album
Beflügelt durch den Erfolg seiner beiden Soloalben Stephen Stills (1970) und Stephen Stills 2 (1971) und zunehmend frustriert von seinen Mitspielern bei Crosby, Stills, Nash & Young, begann Stills nach einer Tournee mit der Arbeit an seinem dritten Solo-Werk. Wie schon für die beiden Vorgänger-Alben konnte er erneut zahlreiche hervorragende Musiker zur Mitarbeit bewegen, darunter u. a. Chris Hillman, Al Perkins und Dallas Taylor (siehe auch: Manassas). Daneben erwies sich Stills auch im Band-Kontext als ausgesprochener Multiinstrumentalist.
Die intensiven Aufnahme-Sessions, die oft bis mitten in die Nacht hinein gingen, schweißten die einzelnen Musiker zu einer wirklichen Band zusammen. Innerhalb kürzester Zeit entstanden so die 21 überwiegend von Stills geschriebenen Titel des Albums, die in vier thematischen Gruppen (entsprechend den vier Seiten der originalen 2-LP-Veröffentlichung) angeordnet sind.
Das Album beginnt mit dem Kapitel The Raven, das vornehmlich aus einer Kombination von Rock- und Latin-Stücken besteht und daher ganz Stephen Stills’ Vorliebe für lateinamerikanische Musik zur Geltung bringt. Aus diesem Kapitel stammt der Titel Rock & Roll Crazies/Cuban Bluegrass, der als Single veröffentlicht wurde, sich jedoch nicht unter den ersten 100 der US-Charts platzieren konnte.
Das zweite Kapitel, The Wilderness, setzt den Akzent auf Country und Bluegrass-Klänge, bei denen die musikalischen Fähigkeiten von Hillman und Perkins in den Vordergrund rücken. Höhepunkt des Kapitels ist der Titel So Begins The Task, geschrieben von Stephen Stills, der sich zu einem Stills-Klassiker entwickelte und später u. a. von Judy Collins gecovert wurde.
Der dritte, Consider genannte Teil bringt vor allem Folk und Folk-Rock zu Gehör. In diesem Kapitel finden sich auch zwei der bekanntesten Lieder des Albums: It Doesn't Matter, das als Single Platz 61 der US-Charts erreichte, und Johnny's Garden, eine Hommage von Stephen Stills an den schrulligen Gärtner seines englischen Landhauses, die Stills noch heute bei Konzerten spielt (nachzuhören auf seinem Album Live at Shepherd's Bush, 2009). Das Kapitel enthält außerdem den Song The Love Gangster, den Stills gemeinsam mit Bill Wyman von den Rolling Stones geschrieben hatte. Wyman ist hier auch am Bass zu hören. Der Song basierte auf dem Titel Bumblebee (Do You Need A Place to Hide?), den Stills erst 2007 auf seinem Album Just Roll Tape - April 26th, 1968 veröffentlichte.
Rock & Roll is Here to Stay heißt das vierte und letzte Kapitel des Albums. Es besteht aus Rock- und Blues-Stücken, von denen besonders das achtminütige Werk The Treasure herausragt. Folgerichtig ist das Album denn auch Jimi Hendrix, Al Wilson und Duane Allman gewidmet.
Das Album wurde schon kurz nach seinem Erscheinen ein großer Erfolg: Es erreichte Platz 4 der Billboard-Charts und trug zum weiteren Ruhm aller Mitmusiker bei, die schließlich auf eine ausgedehnte Tournee gingen. Doch nicht nur Kritiker und Fans betrachteten Manassas als ein Highlight in der Karriere von Stephen Stills. Auch Stills selbst bezeichnet Manassas als eine seiner besten Arbeiten. Bill Wyman hat angeblich einmal gesagt, er hätte die Rolling Stones verlassen, um bei Manassas spielen zu können.

## Titelliste
Alle Lieder komponiert und getextet von Stephen Stills; Ausnahmen gekennzeichnet
The Raven
1. Song of Love – 3:28
2. Medley – 3:34
a. Rock & Roll Crazies (Stephen Stills/Dallas Taylor)
b. Cuban Bluegrass (Stephen Stills/Joe Lala)
3. Jet Set (Sigh) – 4:25
4. Anyway – 3:21
5. Both of Us (Bound to Lose) (Stephen Stills/Chris Hillman) – 3:00

The Wilderness
1. Fallen Eagle – 2:03
2. Jesus Gave Love Away for Free – 2:59
3. Colorado – 2:50
4. So Begins the Task – 3:57
5. Hide It So Deep – 2:44
6. Don't Look at My Shadow – 2:30

Consider
1. It Doesn't Matter (Chris Hillman/Rick Roberts/Stephen Stills) – 2:30
2. Johnny's Garden – 2:45
3. Bound to Fall (Mike Brewer/Tom Mastin) – 1:53
4. How Far – 2:49
5. Move Around – 4:15
6. The Love Gangster (Stephen Stills/Bill Wyman) – 2:51

Rock & Roll is Here to Stay
1. What to Do – 4:44
2. Right Now – 2:58
3. The Treasure (Take One) – 8:03
4. Blues Man – 4:04

## Besetzung und Instrumente
- Stephen Stills - Gesang, Gitarre, Bottleneck-Gitarre, Piano, Orgel, E-Piano, Klarinette
- Chris Hillman - Gesang, Gitarre, Mandoline
- Al Perkins - Steel Guitar, Gitarre, Gesang
- Calvin „Fuzzy“ Samuels - Bass
- Paul Harris - Orgel, Piano, E-Piano, Klarinette
- Dallas Taylor - Schlagzeug
- Joe Lala - Percussion, Gesang

### Gastmusiker
- Sydney George - Mundharmonika
- Jerry Aiello - Piano, Orgel, E-Piano, Klarinette
- Bill Wyman - Bass
- Roger Bush - akustischer Bass
- Byron Berline - Fiddle